# Cecenówko
Cecenówko (kaszb. Cecenówkò, niem. Neu Zezenow) – mała osada kaszubska w Polsce położona w województwie pomorskim, w powiecie słupskim, w gminie Główczyce w pradolinie Łeby. W kierunku północnowschodnim znajduje się rezerwat Las Górkowski. Osada wchodzi w skład sołectwa Cecenowo.
W latach 1975–1998 miejscowość administracyjnie należała do województwa słupskiego.

## Nazwa
Nazwa miejscowości jest tzw. chrztem nazewniczym i ma charakter pseudotopograficzny-relacyjny. Powstała przez zdrobnienie nazwy miejscowej Cecenowo formantem -k-. Pierwotna niemiecka nazwa Neu Zezenow ma charakter topograficzny-relacyjny i jest przeniesiona z nazwy miejscowości Zezenow „Cecenowo” z wyróżnikiem neu „nowy”.
Rada Języka Kaszubskiego proponuje opartą na polskiej kaszubską formę nazwy Cecenówkò.